# Siskiyou-Streifenhörnchen
Das Siskiyou-Streifenhörnchen (Tamias siskiyou, Syn.: Neotamias siskiyou) ist eine Hörnchenart aus der Gattung der Streifenhörnchen (Tamias). Es kommt nur in den Siskiyou Mountains in den amerikanischen Bundesstaaten Oregon und Kalifornien vor.

## Merkmale
Das Siskiyou-Streifenhörnchen erreicht eine durchschnittliche Kopf-Rumpf-Länge von etwa 14,4 bis 14,7 Zentimetern, die Schwanzlänge beträgt etwa 10,5 Zentimeter und das Gewicht etwa 75 Gramm. Es ist entsprechend ein relativ großes Streifenhörnchen. Die Rückenfarbe ist Rot- bis Zimtbraun und wie bei anderen Arten der Gattung befinden sich auf dem Rücken mehrere dunkle Rückenstreifen, die durch hellere Streifen getrennt und gegenüber den Körperseiten abgegrenzt sind. Farblich ähnelt es stark dem Allen-Streifenhörnchen (Tamias senex) und dem Gelbwangen-Streifenhörnchen (Tamias ochrogenys), von denen es sich nur sicher über den Vergleich der Penisknochen (Baculum) oder dem Klitorisknochen (Baubellum) unterscheiden lässt.

## Verbreitung

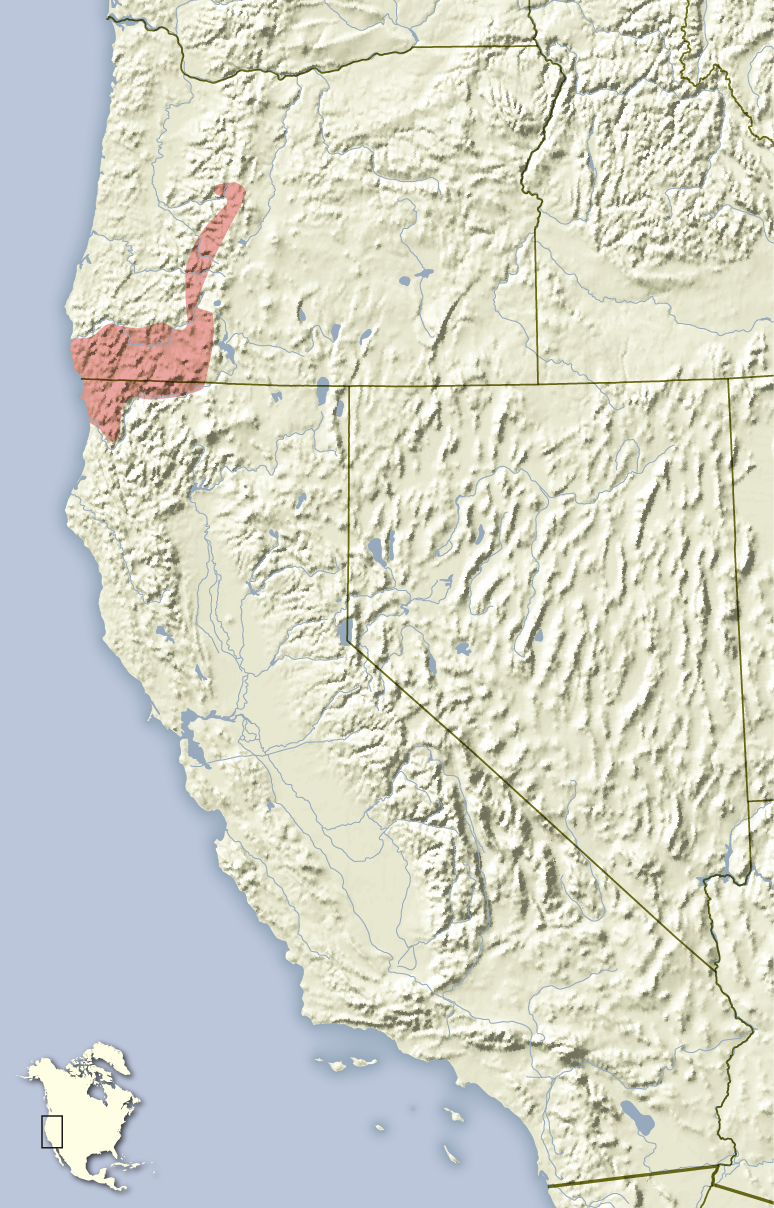
Verbreitungsgebiet des Siskiyou-Streifenhörnchens

Das Siskiyou-Streifenhörnchen kommt nur in den Siskiyou Mountains in den amerikanischen Bundesstaaten Oregon und Kalifornien vor. Das Verbreitungsgebiet reicht dabei vom zentralen Oregon südwärts bis in das nördliche Kalifornien.

## Lebensweise
Siskiyou-Streifenhörnchen leben im Küstenbereich vor allem in Waldbeständen des Küstenmammutbaums (Sequoia sempervirens) sowie mit Douglasien (Pseudotsuga menziesii), der Westamerikanischen Hemlocktanne (Tsuga heterophylla) und Lawsons Scheinzypresse (Chamaecyparis lawsoniana) sowie mit Eichen (Quercus) und Ahornen (Acer). Im Inland kommen die Tiere vor allem in Beständen der Zucker-Kiefer (Pinus lambertiana), der Jeffrey-Kiefer (Pinus jeffreyi) und der Douglasie vor. Sie sind häufiger in Regionen zu finden, in denen mehr Biomasse am Boden liegt, sowie abseits von Flussbereichen in den Höhenlagen.
Die Art ist tagaktiv und lebt sowohl am Boden wie auch kletternd in den Bäumen. Die Tiere ernähren sich vor allem herbivor von Samen und Früchten der Gräser, Büsche und Bäume, hinzu kommen andere Pflanzenteile und unterirdisch lebende Pilze sowie Insekten und kleine Wirbeltiere als ergänzende Nahrung.
Die Paarungszeit liegt bei dieser Art im frühen bis mittleren April. Die Tragzeit beträgt etwa 28 Tage und die Jungtiere werden im Mai geboren. Der Wurf besteht durchschnittlich aus drei bis sechs Jungtieren. Über Prädatoren und Parasiten liegen nur sehr begrenzte Informationen vor.

## Systematik
Das Siskiyou-Streifenhörnchen wird als eigenständige Art innerhalb der Gattung der Streifenhörnchen (Tamias) eingeordnet, die aus 25 Arten besteht. Die wissenschaftliche Erstbeschreibung stammt von dem amerikanischen Naturforscher Arthur Holmes Howell aus dem Jahr 1922, der es als Eutamias siskiyou anhand von Individuen vom Gipfel des White Mountain in den kalifornischen Siskiyou Mountains aus einer Höhe von 1829 Metern beschrieb. Innerhalb der Streifenhörnchen wird das Siskiyou-Streifenhörnchen gemeinsam mit den meisten anderen Arten der Untergattung Neotamias zugeordnet, die auch als eigenständige Gattung diskutiert wird. Teilweise wurde es als Unterart des Townsend-Streifenhörnchens (Tamias townsendii) betrachtet.
Innerhalb der Art werden gemeinsam mit der Nominatform zwei Unterarten unterschieden:
- Tamias siskiyou siskiyou: Nominatform; kommt im Küstenbereich bis etwa 32 Kilometer ins Landesinnere vor. Die Küstenform ist dunkler gelbbraun und der Schädel ist größer ausgebildet.
- Tamias siskiyou humboldti: lebt abseits der Küste im Inland von Oregon und Kalifornien. Die Form weist graue Einwaschungen und graue Rückenstreifen auf.

## Status, Bedrohung und Schutz
Das Siskiyou-Streifenhörnchen wird von der International Union for Conservation of Nature and Natural Resources (IUCN) als „nicht gefährdet“ (Least Concern, LC) eingestuft. Begründet wird dies durch das relativ große Verbreitungsgebiet von mehr als 20.000 km2 und das regelmäßige Vorkommen, bestandsgefährdende Risiken sind nicht bekannt.

## Belege
1. 1 2 3 4 5 6  
Richard W. Thorington Jr., John L. Koprowski, Michael A. Steele: Squirrels of the World. Johns Hopkins University Press, Baltimore MD 2012, ISBN 978-1-4214-0469-1, S. 340.
2. 1 2  
Neotamias siskiyou in der Roten Liste gefährdeter Arten der IUCN 2015.4. Eingestellt von: A.V. Linzey, NatureServe (G. Hammerson), 2008. Abgerufen am 27. Juni 2016.
3. 1 2 3  
Tamias (Neotamias) siskiyou. In: Don E. Wilson, DeeAnn M. Reeder (Hrsg.): Mammal Species of the World. A taxonomic and geographic Reference. 2 Bände. 3. Auflage. Johns Hopkins University Press, Baltimore MD 2005, ISBN 0-8018-8221-4.
4. ↑  
Bruce D. Patterson, Ryan W. Norris: Towards a uniform nomenclature for ground squirrels: the status of the Holarctic chipmunks. In: Mammalia. Band 80, Nr. 3, Mai 2016, S. 241–251, doi:10.1515/mammalia-2015-0004.